# Ривертон (Канзас)
Ривертон (енгл. Riverton) насељено је место без административног статуса у америчкој савезној држави Канзас.

## Демографија
По попису из 2010. године број становника је 929.
| Група             | 2000.    | 2010.       |
| Белци             | 0 (0,0%) | 824 (88,7%) |
| Афроамериканци    | 0 (0,0%) | 2 (0,2%)    |
| Азијати           | 0 (0,0%) | 1 (0,1%)    |
| Хиспаноамериканци | 0 (0,0%) | 11 (1,2%)   |
| Укупно            | 0        | 929         |